# افشین عبداللهیان (مجری)
افشین عبداللهیان (زادهٔ ۹ دی ۱۳۵۴ در رشت) مجری برنامه‌های ورزشی تلویزیون ایران و روزنامه‌نگار ورزشی است. 
‌‌عبداللهیان همچنین در باشگاه فوتبال شمس‌آذر  به عنوان معاون ورزشی فعالیت می‌کند.

## زندگی‌نامه
عبداللهیان کار رسانه ای خود را از سال ۱۳۶۹ با هفته نامه بشیر شروع کرد و از سال ۱۳۸۰  سردبیر روزنامه ابرار ورزشی بوده است.وی در سال ۱۳۸۳ به عنوان روزنامه‌نگار برگزیده ورزشی از سوی انجمن نویسندگان، عکاسان و خبرنگاران ورزشی انتخاب شد.
عبداللهیان در سال‌های ۱۳۹۴ تا ۱۳۹۹ با عنوان طراح، عضو هیئت مؤسس، سردبیر، مجری و کارشناس ثابت برنامه‌های شب‌های فوتبالی و نوروز فوتبالی در شبکه ورزش سیما حضور داشت. وی بعداز جدایی از شب های فوتبالی با برنامه ورزش از نگاه دو به توافق رسید و طبق اعلام رسمی روابط عمومی شبکه دو سیما قرار بود با اجرای افشین عبداللهیان روانه آنتن شبکه دو سیما شود.
عبداللهیان در سال ۱۴۰۰ در شبکه پنج سیما در برنامه‌های ورزشگاه (به عنوان سردبیر، مجری و کارشناس) و سلام تهرانحضور داشته‌است.
افشین عبداللهیان عضو شورای سردبیری سایت ورزش دات آنلاین است.

## سوابق اجرایی
- مدیر اجرایی باشگاه فولاد [۲۶][۲۷][۲۸]
- معاون ورزشی باشگاه فوتبال شمس آذر [۲۹][۳۰]

## آثار

### برنامه‌های تلویزیونی
| سال       | نام برنامه           | سمت                   | پخش          | منبع          |
| --------- | -------------------- | --------------------- | ------------ | ------------- |
| ۱۳۹۱      | سرزمین مادری         | مجری                  | شبکه تبرستان |               |
| ۱۳۹۲-۱۳۹۵ | امروز هنوز تموم نشده | کارشناس ورزشی         | شبکه یک      |               |
| ۱۳۹۳      | خانه شما             | کارشناس ورزشی         | شبکه شما     |               |
| ۱۳۹۴-۱۳۹۹ | شب‌های فوتبالی        | سردبیر، مجری، کارشناس | شبکه ورزش    | [ ۳۱ ] [ ۳۲ ] |
| ۱۳۹۵-۱۳۹۹ | نوروز فوتبالی        | سردبیر، مجری، کارشناس | شبکه ورزش    |               |
| ۱۴۰۰-۱۴۰۲ | سلام تهران           | مجری ورزشی            | شبکه پنج     | [ ۳۳ ] [ ۳۴ ] |
| ۱۴۰۰-۱۴۰۲ | ورزشگاه              | سردبیر، مجری          | شبکه پنج     |               |